# Saint-Beauzély
Saint-Beauzély – miejscowość i gmina we Francji, w regionie Oksytania, w departamencie Aveyron. W 2013 roku jej populacja wynosiła 571 mieszkańców. Gmina położona jest na terenie Parku Regionalnego Grands Causses. Nazwa miejscowości pochodzi od imienia św. Baudeliusza. 